# Poppop
Poppop es el segundo EP del grupo NCT Wish, la subunidad japonesa del grupo NCT. Fue lanzado el 14 de abril de 2025 por SM Entertainment y Kakao Entertainment. El EP está compuesto por seis canciones, incluyendo el sencillo principal del mismo nombre.

## Antecedentes y lanzamiento
En marzo de 2025, SM Entertainment anunció que NCT Wish lanzaría su segundo EP Poppop el 14 de abril de ese mismo año. Este sería su primer lanzamiento en cuatro meses desde su primer álbum en japonés en diciembre de 2024. El EP también marcaría el regreso de Riku al grupo, quien estuvo en hiatus durante cuatro meses.

## Lista de canciones
| Poppop | |                         |                                                                                 |          |  |
| N.º    | Título                                                                                                 | Letras                  | Música                                                                          | Duración |  |
| 1.     | «Poppop»                                                                                               | Kenzie                  | Jackson Morgan, JBach, Amelia Moore, Kyle Buckley, Charles Robert Nelson y MZMC | 3:02     |  |
| 2.     | «Melt Inside My Pocket»                                                                                | Kenzie                  | Kenzie, Rouno, Andrew Choi y Jsong                                              | 3:11     |  |
| 3.     | «Design»                                                                                               | Somdef                  | Somdef, Geoffro y Edwin Honoret                                                 | 2:59     |  |
| 4.     | «1000»                                                                                                 | Paprikaa y Lim Jung-woo | Dana, Paprikaa y Lim                                                            | 2:51     |  |
| 5.     | «Silly Dance»                                                                                          | Jeon Gan-dhi            | Lee Joo-hyoung, Kyle Wong, Lilja Scarfi y Jonathan B-T                          | 3:02     |  |
| 6.     | «Still 3PM» (만약 네가 4시에 온다면?, Manyak nega 4sie ondamyeonRR, lit. 'Si vienes a las 4 en punto') | Angdoo Lee              | Shaun Kim, Haedo y Jword                                                        | 2:45     |  |
| 17:50  | |                         |                                                                                 |          |  |

## Posicionamiento en listas
| Lista (2025)             | Mejor posición |
| ------------------------ | -------------- |
| Corea del Sur (Circle)   | 1              |
| Japón (Japan Hot Albums) | 18             |
| Japón (Oricon)           | 5              |